# Pholis picta
Pholis picta és una espècie de peix de la família dels fòlids i de l'ordre dels perciformes.

## Descripció
- Fa 31 cm de llargària màxima.[8][9]

## Hàbitat i distribució geogràfica
És un peix marí, demersal (fins als 100 m de fondària) i de clima temperat, el qual viu al Pacífic nord-occidental: el sud-est de Kamtxatka, les illes Kurils i les costes del mar del Japó des de Hokkaido (el Japó) fins a la península de Corea.

## Observacions
És inofensiu per als humans.